# Erős István (gyógyszerész)
Erős István (Kaposvár, 1940. december 8. – Szeged, 2017. június 6.) magyar gyógyszerész, egyetemi tanár.

## Szakmai képzettsége, tudományos fokozatai
- Okleveles gyógyszerész (1965)
- Galenusi laboratórium vezető gyógyszerész (1972)
- Gyógyszertechnológus szakgyógyszerész (1973)
- Egyetemi doktor (gyógyszerészdoktor) (1969)
- A gyógyszerészeti tudományok kandidátusa (1976)
- Az MTA doktora (gyógyszertudományok doktora) (1994)
- Habilitált doktor (1995)

## Munkahelyei, beosztása
- SZTE Gyógyszer-technológiai Intézet: tanársegéd, adjunktus, docens
- Tanszékvezető egyetemi tanár (1995-2005)
- Egyetemi tanár (2005-től)

## Oktatási tevékenysége, felsőoktatási megbízásai, tisztségei
- Oktatott kötelező tárgya: Gyógyszerészeti alapismeretek (8. szemeszter) előadója
- Kötelezően választható tárgyai :
  - A holnap gyógyszerei
  - A 20. század híres gyógyszerészei előadója
  - Szabadon választható tárgy:
  - Biokozmetikumok
  - Gyógyszerészeti reológia

### Kari megbízásai
- a Gyógyszerésztudományi Kar dékánhelyettese (1993-1997)
- a Gyógyszerésztudományi Kar dékánja (1997-2000)
- a Kari Tanács tagja
- az Egyetemi Tanács választott tagja
- a Szakképzési és Továbbképzési Tagozat igazgatója (2000-2007)
- PhD programvezető (1996-)
- A Kar Habilitációs Szakbizottságának elnöke (2000-2006)

### Intézeti megbízásai
Kolloidikai és reológiai kutatócsoport vezetője

## Kutatási tevékenysége
- Új gyógyszerformák tervezése, a gyógyszerformák szerkezetének, stabilitásának és gyógyszerleadásnak kutatása:
- vízoldékony polimerek gélképzésének vizsgálata,
- polimerekből gyógyszertartalmú mikro- és nanorészecskék előállítása,
- * makro-, mikro, összetett- és gélemulziók kutatása
- bőrgyógyászati gyógyszerformák terápiás hatásának optimálása
- rossz vízoldékonyságú hatóanyagok szolubilizálása és mikrokapszulázása
- mikrorészecskék és nanorészecskék vizsgálata

## Publikációi
Publikációinak száma összesen: 748 (dolgozat, könyv, jegyzet, előadás-kivonat, előadás, ipari tervtéma, szabadalom)
Ebből:
- 4 könyv, ill. könyvfejezet
- 278 dolgozat szerkesztett folyóiratokban
- 176 teljes szövegű előadás-kivonat
- 241 előadás országos és nemzetközi tudományos rendezvényen (ebből 16 plenáris előadás, felkérésre)
- 2 egyetemi jegyzet magyar nyelven
- 2 egyetemi jegyzet angol nyelven
- 43 ipari kutatási-fejlesztési tervtéma
- 2 szabadalom

## Társadalmi szerepvállalása

### Tudományos egyesületekben, szakmai szervezetekben betöltött szerepe
- Magyar Gyógyszerészeti Társaság tagja, a Gyógyszertechnológiai Szakosztály mb. elnöke, (2003-2004)
- az MGYT Országos vezetőségének tagja és a Csongrád Megyei Szervezet elnöke (2000-2004)
- a Magyar Gyógyszerésztudományi Társaság tudományos és továbbképzési alelnöke (2004-2006
- a Magyar Gyógyszerésztudományi Társaság elnöke (2006-)
- az MGYT Tudományos Bizottságának tagja
- a Magyar Tudományos Akadémia Gyógyszerkémiai és Gyógyszertechnológiai Munkabizottságának tagja
- a Magyar Tudományos Akadémia Kémiai Tudományok Osztálya Kémia Doktori Bizottság tagja
- a Szegedi Akadémiai Bizottság Gyógyszerészeti Szakbizottságának elnöke (1996-2005)
- Magyar Gyógyszerész Kamara alapító tagja, a Kamara elnökségének tagja (1998-2002)
- Magyar Kémikusok Egyesületének tagja
- Méréstechnikai és Automatizálási Tudományos Egyesület tagja
- Acta Pharmaceutica Hungarica szerkesztő bizottsági tagja
- Ipari Gyógyszerészeti Szakmai Kollégium elnöke (2000-2004), jelenleg tagja
- Egészségügyi Szakképzési és Továbbképzési Tanács tagja
- a VIII. Magyar Gyógyszerkönyv Szerkesztőbizottságában a Galenusi és Technológiai albizottság elnöke

### Hazai és nemzetközi projektek témavezetése
- ETT pályázat 1991-93 (altéma-vezető)
- Alapítvány a Magyar Felsőoktatásért, 1991 (altéma-vezető)
- Alapítvány a Magyar Felsőoktatásért, 1992 (altéma-vezető)
- FEFA III. (JATE, SZOTE és a JGYTK Főiskola közös pályázata, altéma vezető)
- FEFA IV. (GYTK közös pályázata, témavezető)
- OTKA tematikus és műszerpályázatok (3 témában altéma-vezető, 2 tematikus pályázatban témavezető, 3 műszerpályázatban témavezető)
- TéT magyar-szlovén kormányközi pályázat, témavezető

## Díjai, elismerései
- Kiváló Gyógyszerész (Népjóléti Miniszter, 1990)
- Mestertanár (Oktatási Miniszter, 1999)
- Gyógyszerészetért - életműdíj (Magángyógyszerészek Országos Szövetsége, 2000)
- Magyar Köztársasági Érdemrend Tiszti Keresztje (2002)
- Szebellédy László-emlékérem (2004, MGYT)
- Hincz György-emlékérem (2006, MGYT, Gyógyszer-technológiai Szakosztály)
- Batthyányi Strattmann László-emlékérem (Egészségügyi Miniszter, 2007)